# Zajednica političkih osuđenika: hrvatskih nacionalnih revolucionara, makedonskih nacionalnih revolucionara i komunista
Zajednica političkih osuđenika: hrvatskih nacionalnih revolucionara, makedonskih nacionalnih revolucionara i komunista osnovana je u robijašnici u Lepoglavi 1934. godine. Brutalnim postupcima zatvorske uprave nakon marsejskog atentata djelovanje zajednice bilo je onemogućeno, ali je nakon svibnja 1935, kada je režim popusto, bilo obnovljeno.
Šime Balen piše o tome: »U staroj je Jugoslaviji - posebno za kraljeve diktature, koju smo mi nazivali vojnofašističkom, monarhofašističkom i tome slično, ali uvijek fašističkom ditkaturom - prošlo kroz zatvore i robije na tisuće ljudi, opozicionara, protivnika tadašnejg vladajuće režima. Bilo je tu komunista, socijalista, kršćanskih socijalisti,a hrvatskih nacionalnih revolucionara, od radićevaca do frankovaca, pa makedonskih nacionalnih revolucionara, crnogorskih "odmetnika", mađarskih "terorista" itd. Sve su njih bile iste nevolje, bila ista zla: naporan rad u nehigijenskim prostorijama, surova disciplina, oštre kazne za najsitniji, čestoput izmišljeni prijestup, bacanje u okove, u samice, divljačko batinanjenje, mračni podrumi, tvrdolež, post i glad. Naravno da se u takvim okolnositma često javljala misao za zajedničkim istupom prema upravi i njezinim pandurima, za zajedničkim protestima, demonstracijama, pa i - štrajkovima glađu.« (Balen, str. 210)
Tako su se politički zatvorenici, približili i pružali jedni drugima podršku. Godine 1934. formirali su Zajednicu radi zajedničkog nastupa prema upravi kaznionice, da bi se ishodile neke olakšice. Međusobna solidarnost komunista i nacionalista stavljena je na kušnju poslije marsejskog atentata, u kojem su makedonski i hrvatski nacionalisti (VMRO-ovci i ustaše) 9. listopada 1934. ubili kralja Aleksandra. Uprava kaznionice je poduzela žestoke mjere protiv nacionalista. Sve su ih strpali u jednu malu ćeliju, za najmanju grešku bacali u samice, oduzeli im pravo na pakete i posjete. 
Komunisti-robijaši pružili su im potporu, dostavljajući im tajno hranu, te otvoreno prosvjedujući protiv postupka prema svojim drugovima robijašima. Upravnik tamnice Spasojević napao je komunističku delegaciju riječima: "Što se brinete za njih. vi ste politički osuđenici, a oni su obični plaćeni razbojnici. Vi ste došli na robiju za ideale, a oni za novac." (Imao je u vidu potporu koju je ustašama davao talijanski fašistički režim.)  Na to je Moša Pijade odgovorio: "Braća hrvatski narodni borci su politički osuđenici, kao i mi; došli su na robiju u borbi za svoje ideale kao i mi, prema tome imaju pravo na isti položaj kao i mi." (citirano u: Ivanković, str. 117)
Iskazana solidarnost polučila je konačno uspjeh, zahvaljujući političkoj krizi vladajućeg režima nakon poraza režimske liste na izborima 5. svibnja 1935. Istoga dana svi politički robijaši u Lepoglavi, bez ikakve međusobne veze ili dogovora, stupaju u štrajk glađu, tražeći koncentarciju svih političkih osuđenika, ukidanje batina, poboljšanje hrane isl. Kaznionička je uprava bila prisiljena popustiti, te se svi politički osuđenici ponovno sastaju i obnavljaju Zajednicu. U izabranom rukovodstvu bili su Juco Rukavina (vođa tzv. Ličkog ustanka, Moša Pijade i jedan predstavnik makedonskih nacionalnih revolucionara. Među istaknutim komunistima, članovima Zajednice, bili su i Milovan Đilas, Andrija Hebrang, Petko Miletić i drugi.
Zajednica je tada prihvatila Rezoluciju, u kojoj se osuđujue »zločinački režim vojno-fašističke diktature (…) tako zvane Jugoslavije«, koji ugnjetava seljake, radnike i potlačene nacije. Ističe se zajednička borba: »Zahvaljujući pojačanoj borbi revolucionarnih masa ugnjetenih naroda, osobito hrvatskog, i borbi revolucionarnog radništva i seljaštva u svim zemljama versajske Jugoslavije, borbe za konačno obaranje šestojanuarskog fašističkog režima i zahvaljujući jedinstvenom i zajednićkom istupu svih političkih osuđenika u Lepoglavi, oni su uspjeli da slome taj ubilački režim u lepoglavskoj kaznioni koji je zavela nad njima i da prisile Upravu da im da čovječan režim.« (citirano u: Balen, str. 210)
Bilo je i pojedinačnih "mijenjanja tabora", pa je tako Šime Balen na robiju dospio kao hrvatski nacionalist, da bi zatim prihvatio komunističku ideologiju i 1935. postao član KPJ. O suradnji svjedoči i publikacija Robija - zapisci hrvatskih narodnih boraca, izdana u Zagrebu 1936. Urednik i izdavač bio je Nikola Rubčić. Šime Balen bio je jedan od urednika i autor najvećeg dijela teksta. Novac za brošuru dali su KPJ i Gospodarska sloga (organizacija HSS-a) iz Zagreba. 
Djelovanje Zajednice zamrlo je izlaskom jednog djela osuđenih s robije ili premještanjem u druge kaznionice (Srijemska Mitrovica). U kasnijim godinama, KPJ se odrekla parole o razbijanju Jugoslavije i prihvatila plan njenog preuređenja u federaciju, te prihvatila novi kurs Kominterne da je fašizam najveći neprijatelj, a ustaše, pod utjecajem fašističke Italije i nacističke Njemačke, razvijaju snažno antikomunističku ideologiju. Do 1937. svi su odnosi između ustaša i komunista bili prekinuti. 